# Condado de Perry (Illinois)
El condado de Perry es un condado estadounidense, situado en el estado de Illinois. Según el censo de los Estados Unidos del 2000, la población es de 23 094 habitantes. La cabecera del condado es Pinckneyville.

## Geografía
Según la Oficina del Censo de los Estados Unidos, el condado tiene un área total de 1157 km² (447 millas²). De éstas 1142 km² (441 mi²) son de tierra y 15 km² (6 mi²) son de agua.  

### Colindancias
- Condado de Washington  - norte
- Condado de Jefferson  - noreste
- Condado de Franklin  - este
- Condado de Jackson  - sur
- Condado de Randolph  - oeste

## Historia
El Condado de Perry se separó de los  condados de Jackson y Randolph en 1827, su nombre es en honor de Oliver Hazard Perry, un oficial de la Armada de los Estados Unidos que combatió en la guerra anglo-estadounidense de 1812.

## Demografía
Según el censo del año 2000, hay 23 094 personas, 8504 cabezas de familia, y 5842 familias que residen en el condado. La densidad de población es de 20 hab/km² (52 hab/mi²). La composición racial tiene:                                                                                                                                                                                                                                                                                                                                                                                                                                                                                                                                                                                      
- 89,55% Blancos (No hispanos)
- 1,76% Hispanos (Todos los tipos)
- 8,02% Negros o Negros Americanos (No hispanos)
- 1,09% Otras razas (No hispanos)
- 0,28% Asiáticos (No hispanos)
- 0,79% Mestizos (No hispanos)
- 0,23% Nativos Americanos (No hispanos)
- 0,04% Isleños (No hispanos)

Hay 8504 cabezas de familia, de los cuales el 30 % tienen menores de 18 años viviendo con ellos, el 55,30 % son parejas casadas viviendo juntas, el 9,70% son mujeres que forman una familia monoparental (sin cónyuge), y 31,30% no son familias. El tamaño promedio de una familia es de 2.43 miembros.
En el condado el 22% de la población tiene menos de 18 años, el 10,30% tiene de 18 a 24 años, el 29,20% tiene de 25 a 44, el 22,50% de 45 a 64, y el 16,00% son mayores de 65 años. La edad media es de 38 años. Por cada 100 mujeres hay 113.1 hombres. Por cada 100 mujeres mayores de 18 años hay 114,8 hombres.
Tabla de la evolución demográfica:
|       | 1900   | 1910   | 1920   | 1930   | 1940   | 1950   | 1960   | 1970   | 1980   | 1990   | 2000   |
| ----- | ------ | ------ | ------ | ------ | ------ | ------ | ------ | ------ | ------ | ------ | ------ |
| TOTAL | 19 830 | 22 088 | 22 901 | 22 767 | 23 438 | 21 684 | 19 184 | 19 757 | 21 714 | 21 412 | 23 094 |

## Economía
Los ingresos medios de un cabeza de familia el condado es de $33 281, y el ingreso medio familiar es $41 064.00 Los hombres tienen unos ingresos medios de $29 169 frente a $20 170 de las mujeres. El ingreso per cápita del condado es de $15 935.00 El 13,20% de la población y el 10,10% de las familias están debajo de la línea de pobreza. Del total de gente en esta situación, 16,50% tienen menos de 18 y el 10.10% tienen 65 años o más.

## Ciudades y pueblos
| - Cutler - Du Quoin - Pinckneyville - St. Johns - Tamaroa - Willisville |

## Localidades designadas por el censo
| - Conant - Swanwick - Winkle |